# 川又温泉
川又温泉（かわまたおんせん）は、北海道登別市鉱山町の山中にある温泉、野湯。

## 泉質
- 石膏硫化水素泉
  - 源泉温度 34℃[1]、ph 8.9、湧出量 毎分320L
  - 無色透明、微弱硫化水素臭。わずかに硫黄由来の白い湯の花が浮く。

## 温泉地
胆振幌別川支流で鷲別来馬川の渓流脇に畳1畳程度の浴槽があり、湯底から温泉が湧出している。泉温は約34℃でぬるめ。
ふぉれすと鉱山のスタッフ・温泉愛好家によって不定期に清掃されている事や、湧出量が豊富な事から、野湯としては概ね清潔である。

## 歴史
1908年（明治41年）川又兵吉によって発見された。1932年（昭和7年）に孫の輝光が湯治宿を開業したが、1956年（昭和31年）台風で建物が流失し廃業した。

## アクセス
登別市幌別市街地から道道327号を約10km、未舗装林道を4km、駐車場から徒歩約800m、20分。渡渉個所があり、増水時は危険。